# Gustave Ballister
Gustave Ballister (Saint-Gilles, 2 de octubre de 1928) es un deportista belga que compitió en esgrima, especialista en la modalidad de sable. Ganó una medalla de bronce en el Campeonato Mundial de Esgrima de 1951 en la prueba por equipos.

## Palmarés internacional
| Campeonato Mundial | Campeonato Mundial | Campeonato Mundial | Campeonato Mundial |
| Año                | Lugar              | Medalla            | Prueba             |
| ------------------ | ------------------ | ------------------ | ------------------ |
| 1951               | Estocolmo (Suecia) | Medalla de bronce  | Sable por equipos  |